# 洪布雷希蒂孔
洪布雷希蒂孔（德語：Hombrechtikon）是瑞士联邦苏黎世州迈伦区的市镇。该市镇面积为12.19平方千米，海拔高度464米，2018年12月31日人口数为8,756。

## 外部連結
- 洪布雷希蒂孔官方网站 （页面存档备份，存于） （德文）